# 東京辰巳国際水泳場
東京辰巳国際水泳場（とうきょうたつみこくさいすいえいじょう、英語訳:Tokyo Tatsumi International Swimming Center）は、かつて東京都江東区辰巳にあった国際規格の水泳用プールを持つ施設。
1993年8月18日オープン。それまでの代々木オリンピックプールに代わる日本の水泳競技における中心的施設として国際大会及び日本選手権など全国規模、東京都レベルの大会が多数開催され、2020年東京オリンピックでは水球の会場として使用された（同大会における英称は Tatsumi Water Polo Centre とされている）。
代々木とは異なり、通年利用が可能で、大会・イベント及びスクールのない日（時間帯）には一般開放もされていた。
指定管理者はオーエンス・セントラルスポーツ・都水協・事業団グループ（2016年4月 - 2023年3月）。建物設計は仙田満+環境デザイン研究所。
2023年3月末、氷上競技を実施できるアイスアリーナに転換するため閉館。主要大会は東京アクアティクスセンターにて行われるとされている。

## 施設

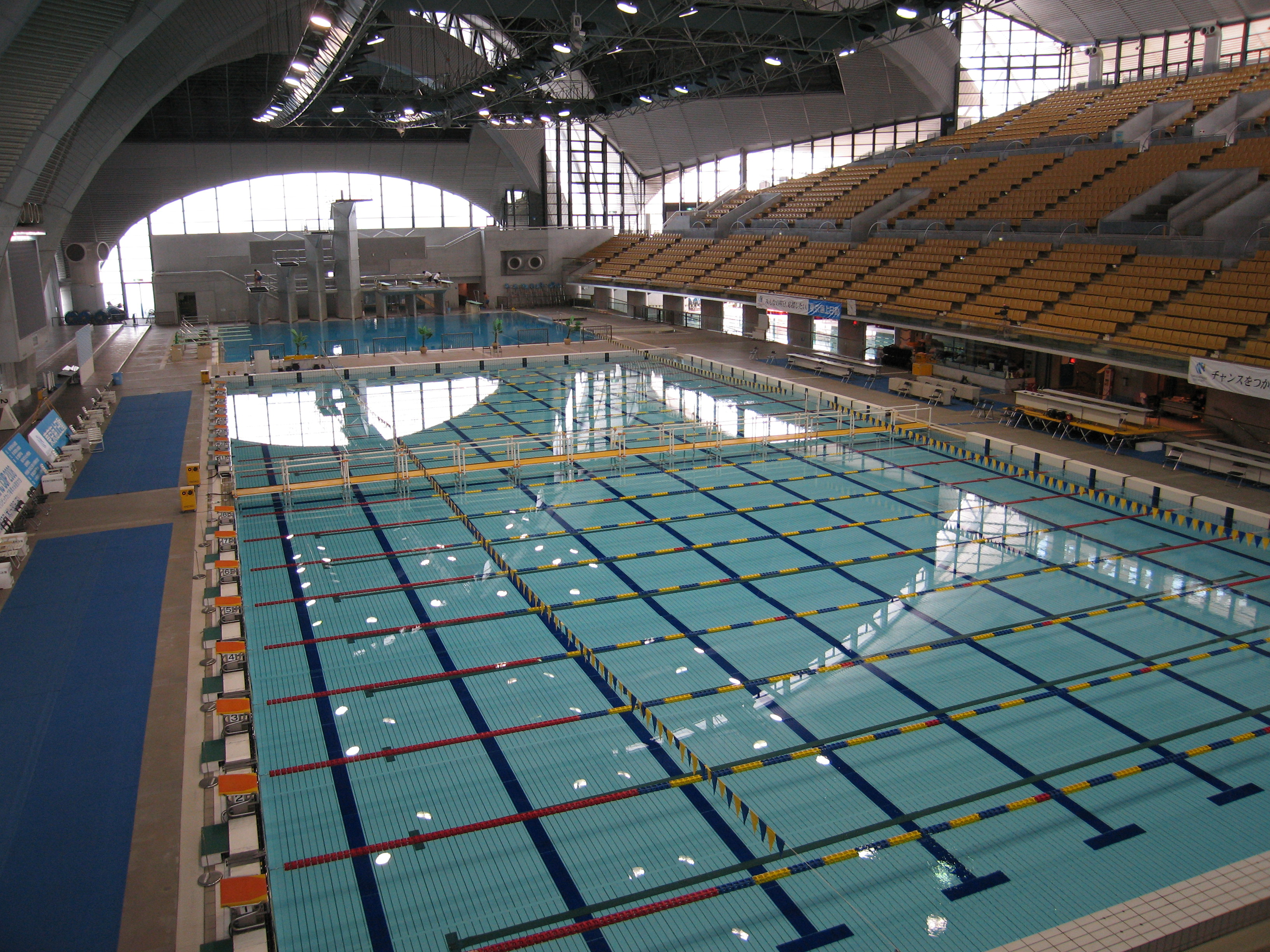
(手前)メインプール・(奥)ダイビングプール

### メインプール
50m×25mの10レーン（公認8レーン・短水路16レーン）。 飛込競技を除いた水泳競技全般に利用される。可動床を採用しており、水深を1.4mから3mまで変えられる。観客席は5,035席（固定3,635席）。

### サブプール
50m×15mの7レーン。競泳のみ使用可能。地下に面しており観客席はない。

### ダイビングプール
25m×25m×5m（深さ）の国際公認プール。飛込競技およびアーティスティックスイミングで使用。観客席はメインプールと共通。

## 主な大会

### 水泳場主催
水泳場主催大会は申し込み期間中に申し込めば出場可。
- 東京辰巳国際水泳場杯水泳大会（TATSUMI CUP）
開館時より毎年開催している。3月にシンクロと飛び込み、9月に競泳とフィンスイミングが行われる。
- スイムEKIDEN in 辰巳
毎年3月に開催される。100m×10人リレーなど駅伝形式の競技を中心に行う。
※主催雑誌休刊のため現在は開催されていない。

### その他
日本水泳連盟が主催等に当たる大会を挙げる。
- 日本選手権水泳競技大会
競泳・飛込・シンクロ・水球。年度によっては他会場で開催されている。
- 日本選手権(25m)水泳競技大会
- ジャパンオープン (50m)
- 日本室内選手権飛込競技大会
- 日本学生選手権水泳競技大会
競泳競技。年度によっては他会場で開催されている。2004年までは飛込競技も開催されていた。
- 全国JOCジュニアオリンピックカップ水泳競技大会
競泳競技。飛込競技も2007年までは固定開催されていた。
- コナミオープン水泳競技大会
- 東京都選手権水泳競技大会
- 早稲田大学・慶應義塾大学対抗水上競技大会
- 中央大学・日本大学対抗水泳競技大会
- FINA競泳ワールドカップ東京（2010年より）
- 平成25年東京国体「スポーツ祭東京2013」水泳競技
- 第10回アジア水泳選手権
競泳・飛込・シンクロ。

## アクセス
鉄道
- 東京メトロ有楽町線「辰巳駅」より徒歩10分
- JR京葉線・東京臨海高速鉄道りんかい線・東京メトロ有楽町線「新木場駅」から徒歩12分

路線バス
- 都営バス錦13乙系統・門19系統・江東区コミュニティバス「しおかぜ」「辰巳駅前」停留所下車

## 出来事
- 2008年のジャパンオープン (50m)男子200m平泳ぎで北島康介が世界新記録を樹立した。それを記念して第4コースが「世界記録達成記念コース」として翌年のジュニアオリンピック春季大会でプレートが除幕された。
- 2011年3月11日に起こった東日本大震災でメインプールの水深を調節する可動床が故障したため、使用不可能となった。その後水泳場は一時閉鎖され、日本選手権など予定されていた大会・イベントも中止となり、延期あるいは会場変更を余儀なくされた。6月28日より利用を再開した。
- 完成から18年が経過して施設の老朽化が随所に見られるようになったため、2012年11月27日より大規模改修工事に入り[4]、2013年8月25日に営業を再開した[5]。その間、各大会は他会場を使用した。
- 2017年の第10回東京都選手権水泳競技大会（北島康介杯2017）の男子200m平泳ぎで渡辺一平が2分6秒67の世界新記録を樹立した（このとき、北島が実況席からレースを観戦していた。）。
- 2019年12月、飛散性の最も高い「レベル1」のアスベスト（石綿）が見つかっていたと報道された。東京都は車いす利用者の観覧席等の改修工事実施に先立ち、2017年に石綿調査を実施し、大屋根の柱脚2カ所の一部にある耐火被覆材に石綿を含んだ吹き付け材が使用されていた。建築基準法では建物を「大規模に修繕・改修」する際は、石綿を除去したり、囲い込んで封じ込めたりすることを求めているが、東京都は「大規模」ではないため対策工事をしなかった。東京都の基準でも「人の出入りがない場所で、なおかつ石綿の表面が安定している場合は『当面は現状を維持する』」と定めている。12月25日「世界中の観客が集まる五輪施設に使うため、万が一の場合に備える」として、応急的な対策を講じる方針に転じた[6]。
- 2020年東京オリンピック・パラリンピックの水泳競技は当水泳場だけではとても不足であり、競泳・アーティスティックスイミング・飛込競技は、収容人数の関係もあって当水泳場に隣接する辰巳の森海浜公園に新築される東京アクアティクスセンターで開催された。
- 2020年東京オリンピック・パラリンピックでは、当水泳場は水球の競技会場として、メインプールが主競技場、ダイビングプールには水を抜いて(結局無観客であったが)仮設観客席を設置し、さらに東側道路に仮設通路とその先の駐車場敷地に仮設練習用プールを設置し[7][8]、サブプールは選手のクールダウン用に使用された。
- オリンピック・パラリンピック終了後の当施設について東京都が2021年9月21日に通年で氷上競技を実施できるアイスアリーナに転換する施設運営計画の中間まとめの方針を発表した。今後は施設名称を『東京辰巳アイスアリーナ』（仮称）とし、フィギュアスケートやアイスホッケーの国際大会を開催出来る規格のメインリンク及びサブリンクを設置し、観客席も約3,500席設置するなどする。なお施設転換工事は2023年度より開始し、2025年度内の竣工・開業を目指す[9][10]。

## ギャラリー

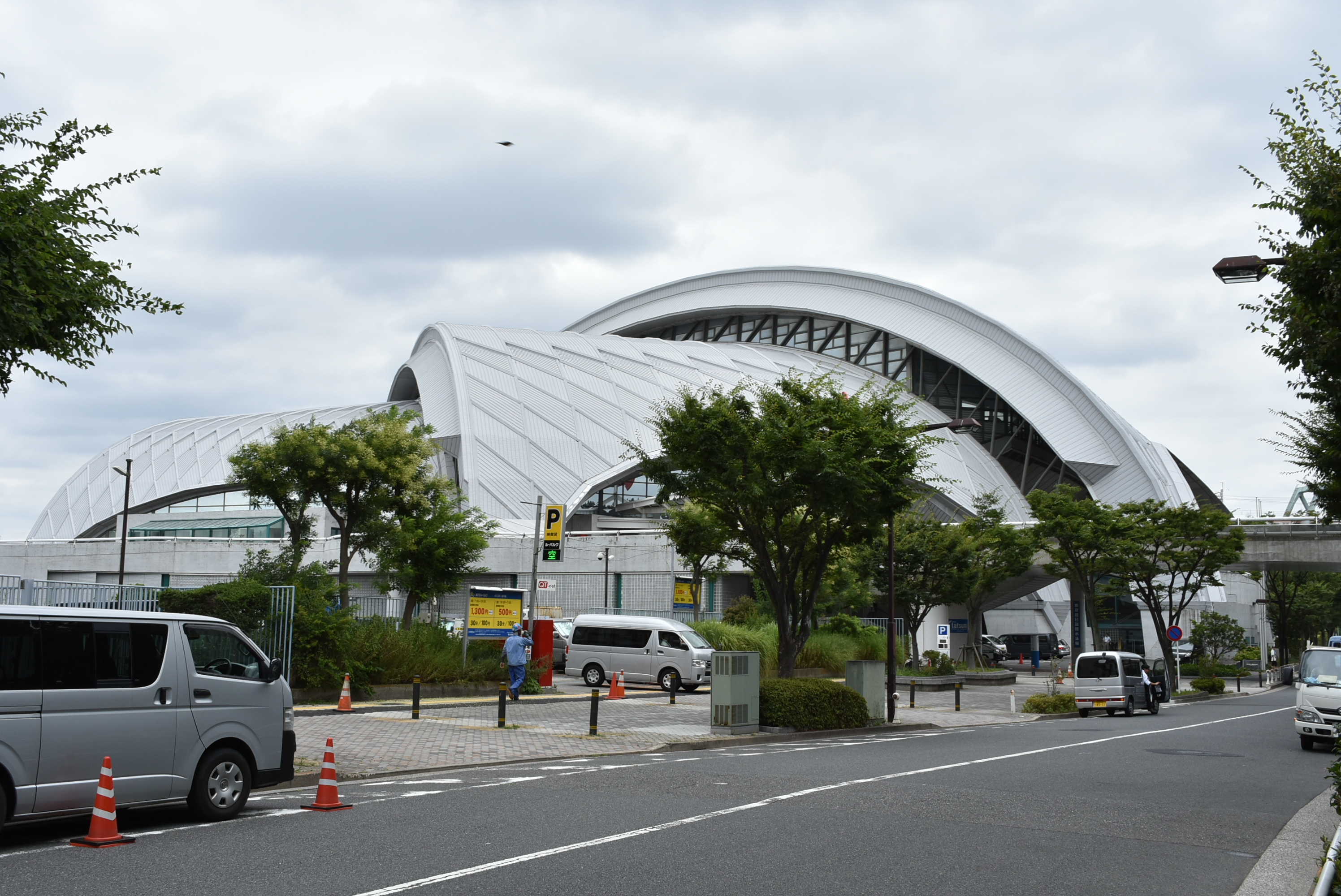
外観（2018年7月27日撮影）
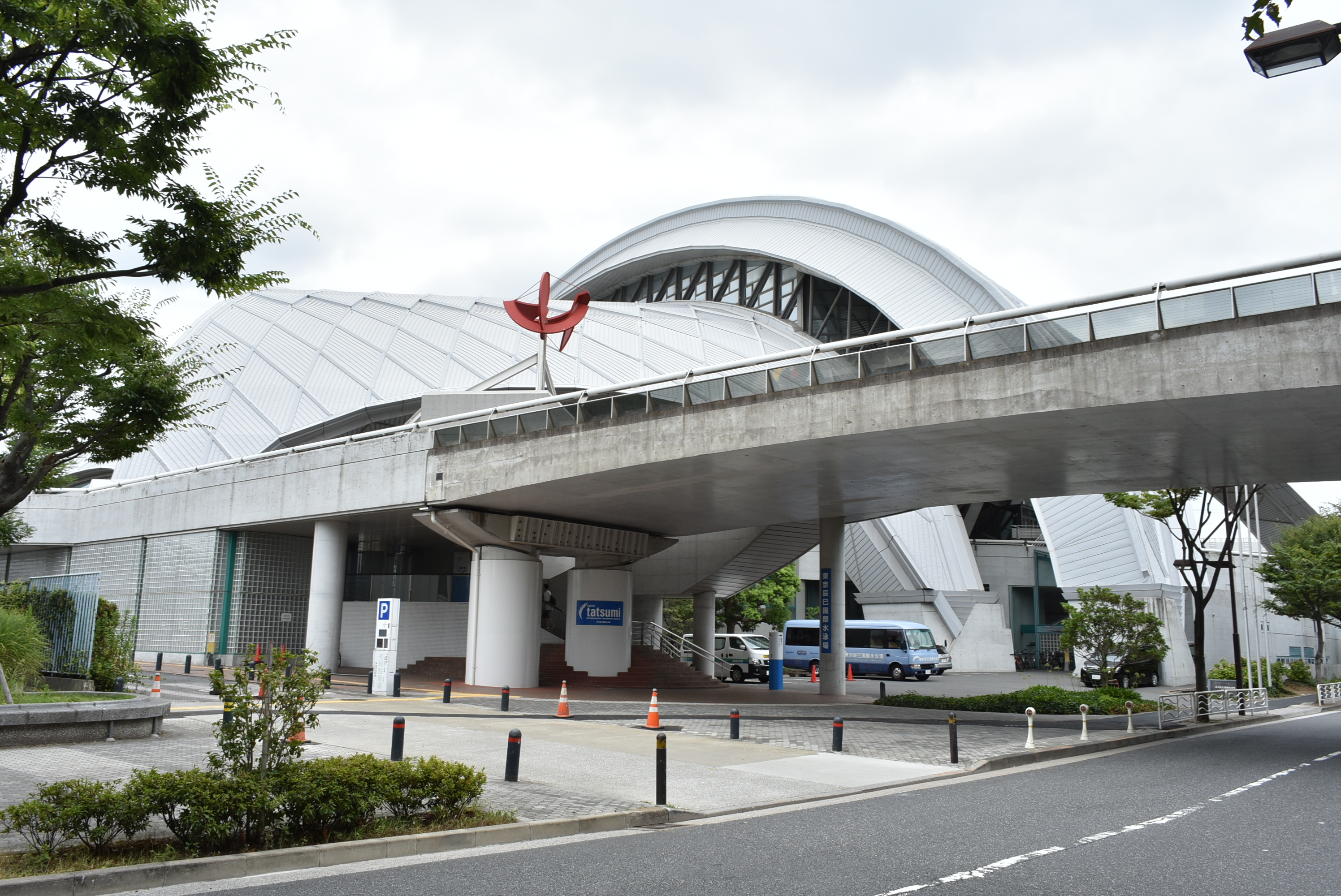
同左（2018年7月27日撮影）
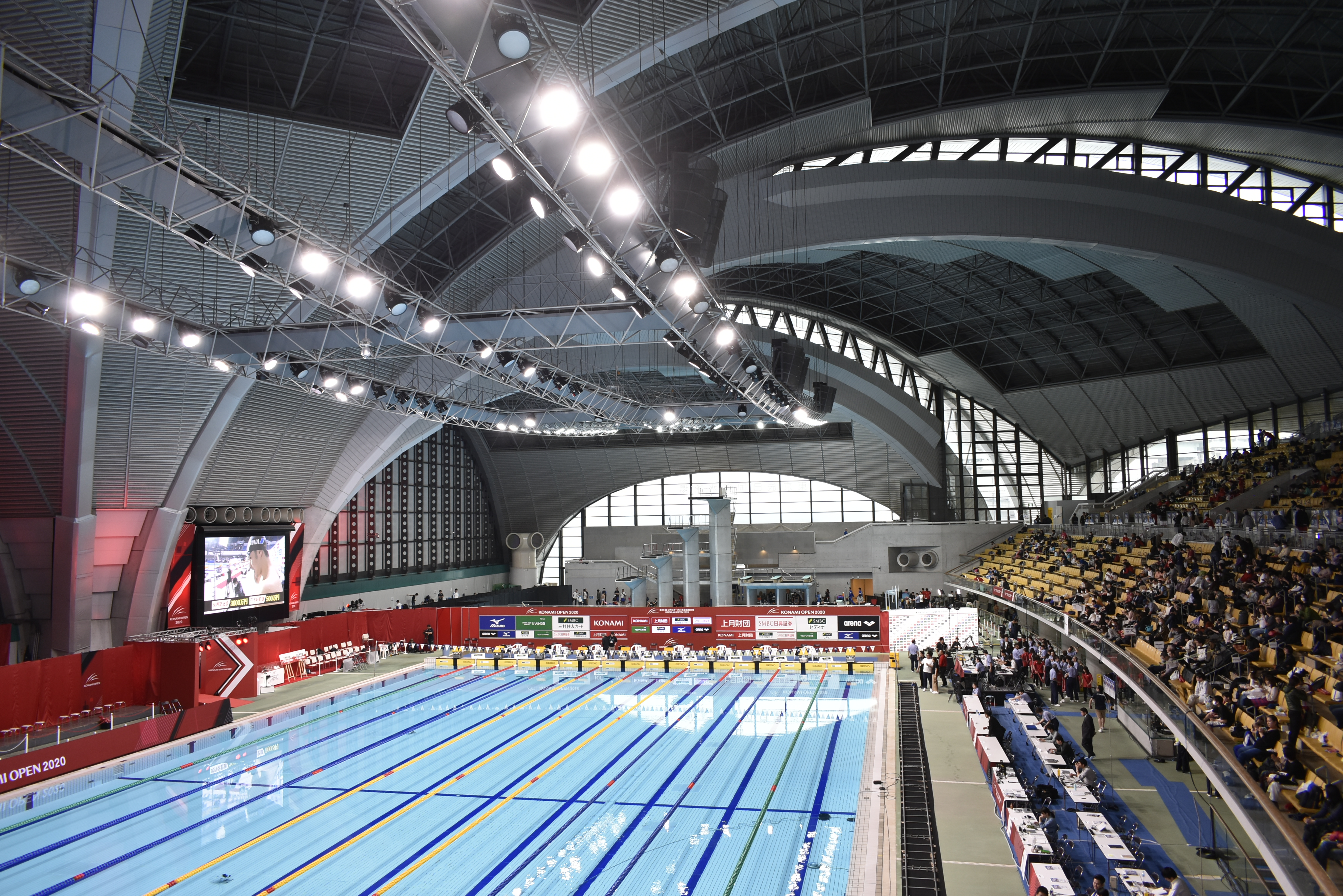
メインプール（2020年2月16日撮影）
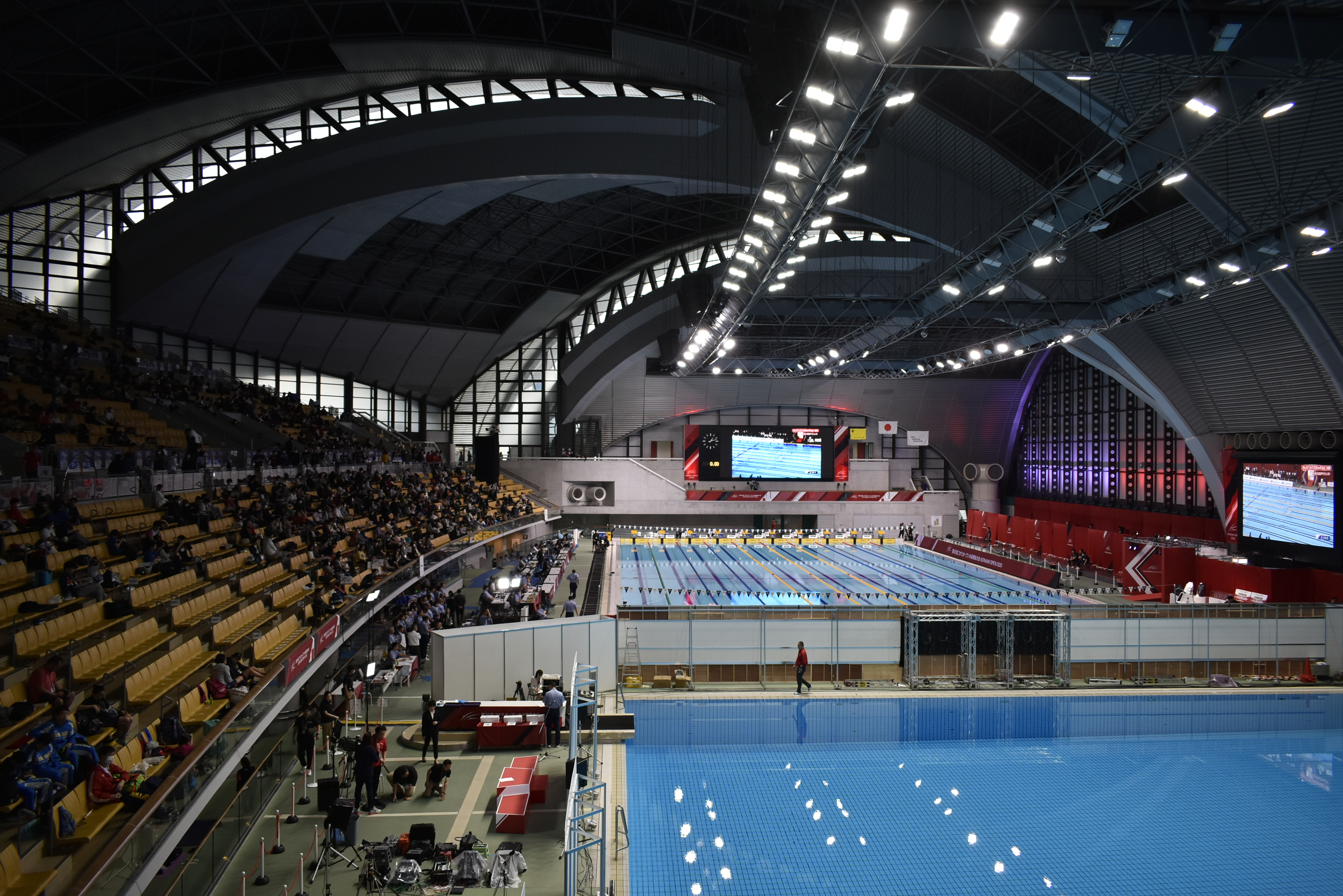
ダイビングプール（2020年2月16日撮影）
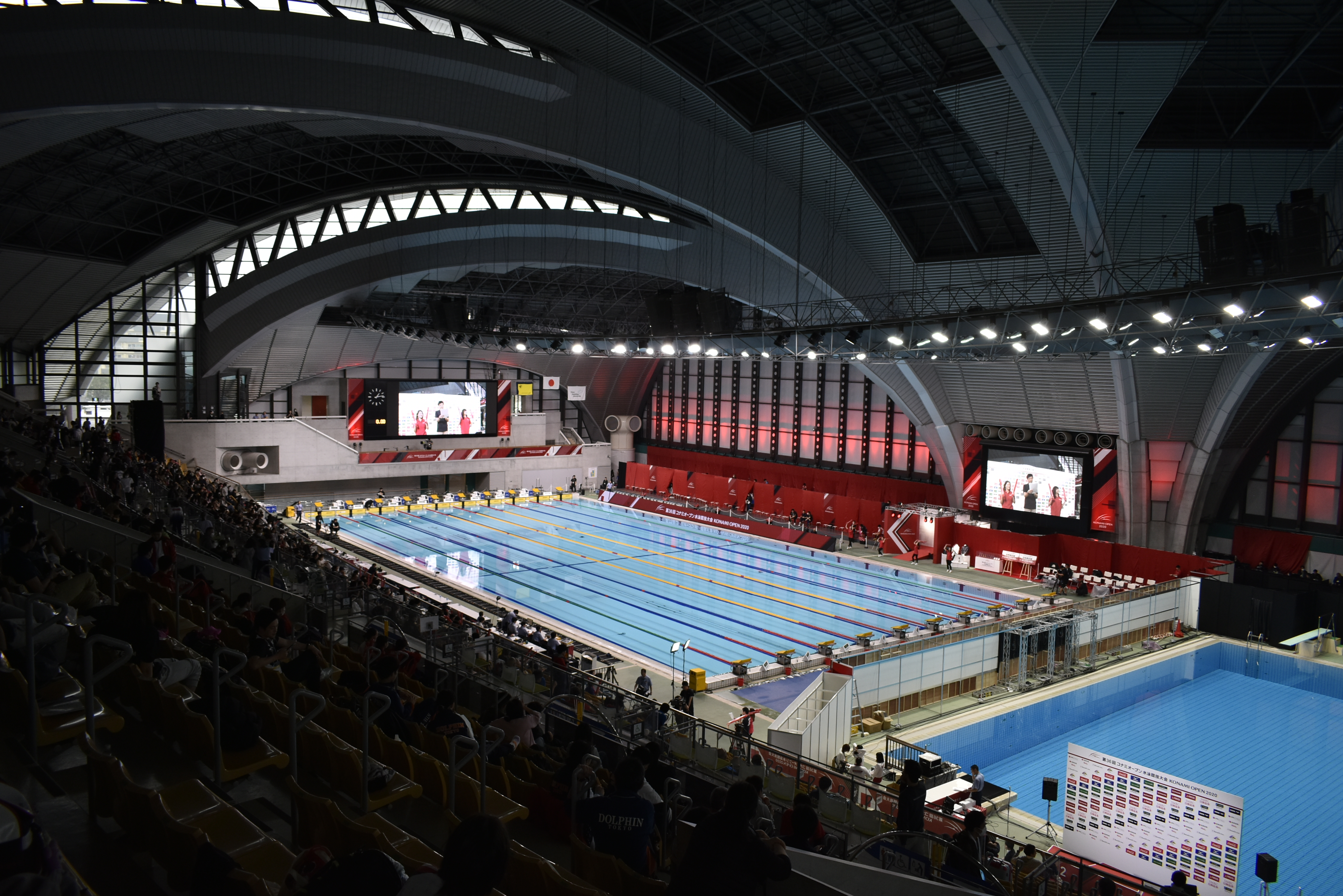
メインプルとダイビングプール（2020年2月16日撮影）
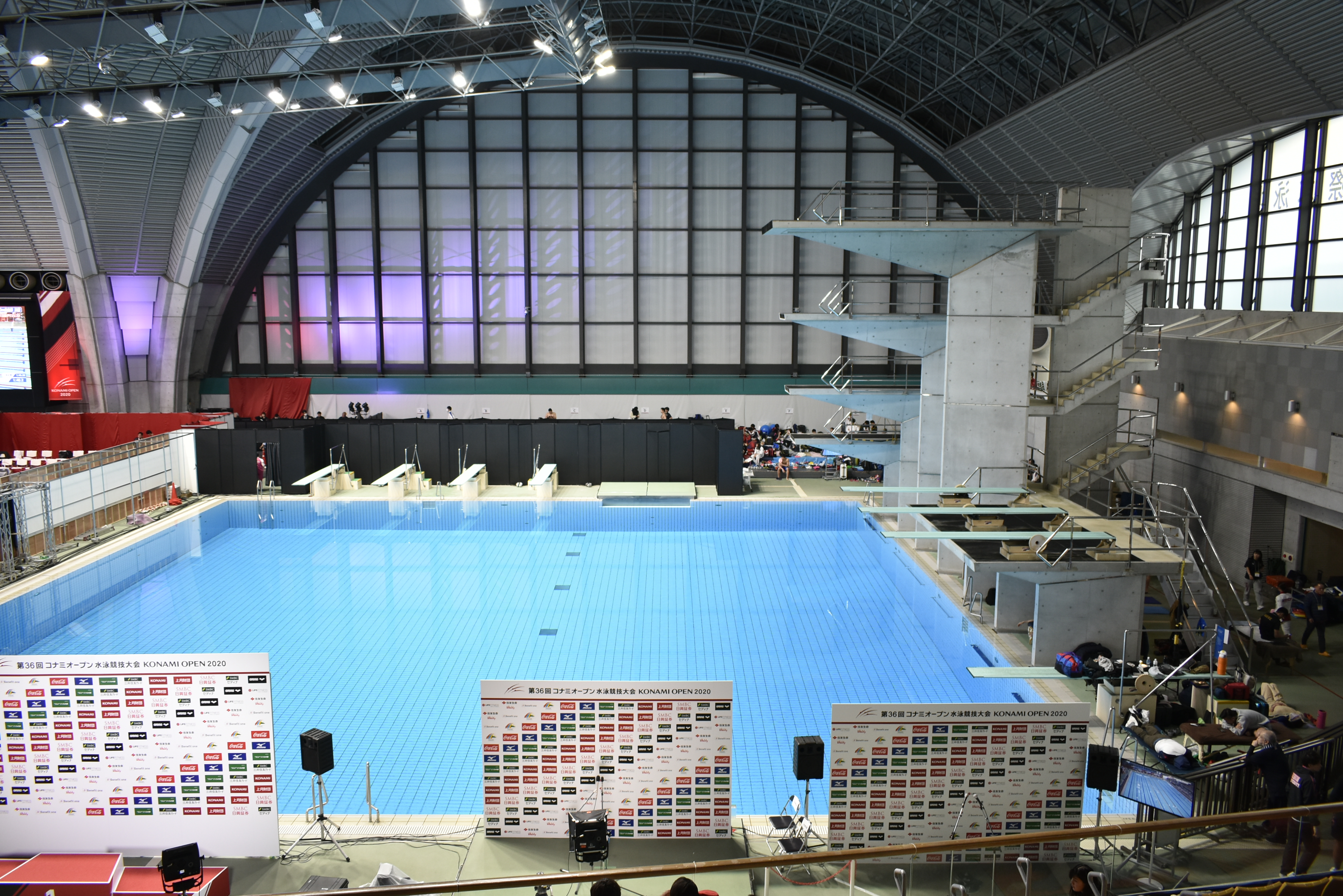
ダイビングプール（2020年2月16日撮影）